# Ronneburgite
La ronneburgite è un minerale.